# 吕乂
呂乂（？—251年），字季陽，南陽人。為蜀漢蜀郡太守，官至尚書令。
《三國演義》作呂義。

## 生平
年少時父親呂常送劉焉入蜀后因路塞不得还。少孤，好讀書鼓琴。任管鹽的典曹都尉，后迁新都、绵竹二任縣長。心怀仁慈，体恤百姓，累任巴西、漢中、廣漢、蜀郡太守。為蜀郡太守後，追查脫籍人口達萬人，開喻勸導，卓有政績。
延熙九年（246年），董允與蔣琬病故，尚書呂乂代允為尚書令，延熙十四年（251年）卒於任上。

## 親友

### 父
- 吕常，原本護送劉焉入益州上任而跟隨，因故道路阻塞而留下，與曹魏將領吕常是同名而不同人。

### 子
1. 呂辰，景耀年间担任成都令。
2. 呂雅，曾任蜀漢謁者，著有《格論》十五篇。

### 友
- 杜祺，和呂乂一起做典曹都尉，之後做過郡守，監軍，大將軍司馬。
- 劉幹，和呂乂一起做典曹都尉，之後做過巴西太守。

## 評價
- 陳壽：呂乂臨郡則垂稱，處朝則被損，亦黃（黃霸）、薛（薛宣）[1]之流亞矣。

## 延伸阅读
[在维基数据编辑]
 《三國志·卷39》，出自陳壽《三國志》

1. ↑  二者為西漢治郡名臣